# Coppa Agostoni 1964
La Coppa Agostoni 1964, diciottesima edizione della corsa, si svolse il 14 ottobre 1964 su un percorso di 228 km. La vittoria fu appannaggio dell'italiano Italo Zilioli, che completò il percorso in 5h25'10", precedendo i connazionali Bruno Mealli e Adriano Passuello.

## Ordine d'arrivo (Top 10)
| Pos. | Corridore         | Squadra   | Tempo    |
| ---- | ----------------- | --------- | -------- |
| 1    | Italo Zilioli     | Carpano   | 5h25'10" |
| 2    | Bruno Mealli      | Cynar     | s.t.     |
| 3    | Adriano Passuello | Ignis     | s.t.     |
| 4    | Franco Cribiori   | Gazzola   | s.t.     |
| 5    | Vito Taccone      | Salvarani | s.t.     |
| 6    | Primo Nardello    | Ignis     | s.t.     |
| 7    | Gianni Motta      | Molteni   | s.t.     |
| 8    | Marino Fontana    | Lygie     | s.t.     |
| 9    | Adriano Durante   | Legnano   | s.t.     |
| 10   | Franco Balmamion  | Cynar     | s.t.     |